# The Ex
I The Ex sono un gruppo di musica underground olandese attivo dal 1979 e formatosi ad Amsterdam.
Il loro stile musica parte dall'anarcho-punk, ma in seguito si è evoluto anche nel free jazz, nella musica tribale e nella musica sperimentale.

## Formazione
Membri attuali
- Terrie Hessels – chitarra (1979–presente)
- Katherina Bornefeld – batteria, voce, percussioni (1984–presente)
- Andy Moor – chitarra (1990–presente)
- Arnold de Boer – voce, chitarra, samples (2009–presente)

Ex membri
- G.W. Sok – voce (1979–2009)
- Geurt van Gisteren – batteria (1979–1981)
- René de Groot – basso (1979–1980)
- Bas Masbeck – basso (1980–1983)
- Wim ter Weele – batteria (1981–1982)
- Sabien Witteman – batteria (1982–1984)
- Luc Klaasen – basso (1983–2002)
- Yoke Laarman – basso (1983–1985)
- Johannes van de Weert – voce (1986–1987)
- Nicolette Schuurman – chitarra (1987–1989)
- Colin McLean – basso (1993–1994, 2005, 2012)
- Han Buhrs – voce (1995–1997)
- Han Bennink – batteria (1997)
- Rozemarie Heggen – contrabbasso (2003–2005)
- Massimo Pupillo – basso (2005)

## Discografia

### Album in studio
- 1980 – Disturbing Domestic Peace
- 1982 – History Is What's Happening
- 1983 – Tumult
- 1984 – Blueprints for a Blackout
- 1985 – Pokkeherrie
- 1988 – Aural Guerrilla
- 1989 – Joggers and Smoggers
- 1995 – Mudbird Shivers
- 1998 – Starters Alternators
- 2001 – Dizzy Spells
- 2004 – Turn
- 2011 – Catch My Shoe
- 2018 – 27 passports
- 2025 – If your mirror breaks

### Album dal vivo
- 1987 – Too Many Cowboys

### Collaborazioni e Split
Lista parziale.
- 1987 – Destroy Fascism! (con i Chumbawamba, a nome Antidote)
- 1991 – Scrabbling at the Lock (con Tom Cora)
- 1993 – And the Weathermen Shrug Their Shoulders (con Tom Cora)
- 1995 – Instant
- 1998 – In the Fishtank 5 (con i Tortoise)
- 2001 – Een Rondje Holland (come Ex Orkest)
- 2002 – In the Fishtank 9 (con Sonic Youth & Instant Composers Pool)
- 2006 – Moa Anbessa (con Getatchew Mekurya & altri)
- 2012 – Y'Anbessaw Tezeta (con Getatchew Mekurya & Friends)
- 2013 – Enormous Door (con Brass Unbound)

### Raccolte
Lista parziale.
- 1988 – Hands Up! You're Free
- 2005 – Singles. Period. The Vinyl Years 1980–1990
- 2009 – 30 Years of The Ex